# Иванов, Никита Борисович
Ники́та Бори́сович Ивано́в (род. 8 августа 1974, Москва, СССР) — российский государственный и политический деятель, член Совета Федерации (2011—2013), член избирательного штаба Владимира Путина на президентских выборах 2000 и 2004 годов, вице-президент Фонда эффективной политики (2003), заместитель руководителя управления по связям с зарубежными странами Администрации президента России (с 2005).

## Биография
Никита Борисович Иванов родился 8 августа 1974 года в Москве.
В 1996 году окончил факультет истории, политологии и права Российского государственного гуманитарного университета.
В 1999 году защитил кандидатскую диссертацию на тему «Современные тенденции развития лоббизма в США», кандидат политических наук (Институт мировой экономики и международных отношений РАН). Окончил аспирантуру Института США и Канады РАН.
Во время думской избирательной кампании 1999 года занимался «немедийным анализом выборов» по заказу администрации президента России. Сотрудничал с Фондом эффективной политики Глеба Павловского.
В 1999—2001 годах — глава аналитического департамента Фонда эффективной политики. Член избирательного штаба Владимира Путина на президентских выборах 2000 года.
В 2001—2004 годах — советник заместителя руководителя Администрации президента России по внешней политике.
В 2002—2005 годах — председатель совета учредителей исследовательской группы ЦИРКОН.
В 2002 году — директор Национальной лаборатории внешней политики, генеральный директор Агентства политического планирования.
В 2003 году — вице-президент Фонда эффективной политики.
На президентских выборах 2004 года снова работал в избирательном штабе Владимира Путина.
В 2005 году назначен заместителем руководителя управления по связям с зарубежными странами Администрации президента России, работал непосредственно с заместителем руководителя администрации Владиславом Сурковым. В том числе курировал работу с молодёжными  общественно- политическими организациями «Наши», «Россия Молодая», «Всероссийская альтерглобалистская лига (ВАЛ)», а также с футбольными фанатскими движениями.
Занимался другими проектами Администрации президента России на стыке внешней и внутренней политики. Являлся ответственным секретарём рабочей группы «Гражданское общество» (первый заместитель руководителя Администрации президента России. Владислав Сурков и специальный помощник президента США Майкл Макфол) Российско-американской двусторонней президентской комиссии Медведева — Обамы.
В 2009 году был назначен советником секретариата президиума генерального совета аппарата центрального исполнительного комитета всероссийской политической партии «Единая Россия», однако сохранил за собой должность советника первого заместителя руководителя администрации Президента России Владислава Суркова. По словам члена БОРН Илья Горячева, Иванов согласовывал концерт неонацистской группы «Коловрат» на Болотной площади 4 ноября 2009 года.
В 2010 году опубликовал программную статью в газете «Известия» по наступательным потенциалам России и США.
В 2011 году избирался в Государственную думу Федерального собрания Российской Федерации по списку «Единой России», но снялся с выборов до регистрации.
В этом же году был избран депутатом Ольгетинского сельского совета муниципального образования «Сельское поселение Ольгети» Республики Ингушетия.
21 декабря 2011 года указом президента Республики Ингушетия Юнус-Бека Евкурова назначен на должность представителя от исполнительного органа государственной власти Республики Ингушетия в верхнюю палату Федерального Собрания России. 30 декабря 2011 года утверждён Советом Федерации на 5-летний срок. С 23 января 2012 года — заместитель председателя комитета Совета Федерации по обороне и безопасности. С 23 января 2013 года — член Комиссии Совета Федерации по контролю над достоверностью сведений о доходах, об имуществе и обязательствах имущественного характера, представляемых членами Совета Федерации.
В 2012—2013 годах — приглашённый профессор МГИМО. Читал курс лекций по государственному управлению в современной России.
В 2013 году вошёл в состав Общественного совета при МВД России.
В 2014 год опубликовал книгу «Государственное управление в современной России: курс лекций», в которой раскрывает прикладные аспекты государственного управления в современной России с акцентом на деятельности исполнительной ветви власти.
По данным источников сайта Meduza и телеканала Дождь, был заказчиком и автором концепции вышедшего в мае 2017 года клипа «Малыш» певицы Алисы Вокс, критикующего школьников за участие в протестных акциях.
В 2024 году выпустил в издательстве «Наука» книгу «Основы стратегии и тактики. Логика принятия решения на государственной службе», написанную  на основе курса лекций, прочитанных для студентов МГИМО.

## Семья
Женат, воспитывает троих сыновей.

## Мнения и оценки
- По словам Модеста Колерова, Иванов — «крепкий, энергичный, целеустремлённый человек с большим кругозором» («Ведомости» № 188 (2954) от 5 сентября 2011).
- В администрации президента за «Местных», «РосМол» и «Молодую Гвардию» отвечает Никита Иванов. «Очень похож по манерам на Суркова, такой же умный, только абсолютно без юмора» («The New Times» № 12 (197) от 4 апреля 2011).
- По словам Беслана Цечоева, Советника Президента Ингушетии Юнус-Бека Евкурова, Иванов очень многое сделал для Республики Ингушетия, которую не просто представлял в СФ, а реально радел за её интересы[17].